# Интернет доставчик
Интернет доставчик (на английски: Internet Service Provider, ISP; на български: доставчик на интернет услуга) е организация (фирма, академична или правителствена институция), осигуряваща достъп до интернет. Доставчиците на интернет услуги са популярни също и като интернет провайдъри или само провайдъри. В зависимост от типа клиенти биват два вида – „доставчици на свързаност“ и „доставчици на дребно“.
Интернет операторите осигуряват достъп до интернет чрез различни технологии. Мнозинството от потребителите използват следните видове достъп:
- комутируем достъп:
  - през телефон;
  - през цифрова мрежа с интегрирани услуги;
  - през цифрова абонатна линия (най-често асиметрична);
- кабелен достъп:
  - през мрежа за кабелна телевизия;
  - през локална мрежа;
- безжичен достъп.

Част от потребителите получават достъп посредством високоскоростни линии – обикновено чрез оптични мрежи за пренасяне на данни, изградени от самите доставчици, или взети под наем от телекомуникационни компании.
Често интернет доставчиците предлагат не само достъп до интернет, а и други услуги, напр. колокиране (предоставяне на физическо място за разполагане на оборудване на клиентите в техническите центрове на доставчиците), изграждане на уеб сайтове и уеб хостинг, регистрация на домейни, безплатна електронна поща, безплатно дисково пространство и др.

## Лични данни
В процеса на работата си интернет доставчиците получават достъп до редица лични данни: информация за точното местоположение, историята на заявките за търсене и времето, което потребителите прекарват на една или друга страница в интернет. Всичко това дава възможност да се извлича информация за различни аспекти от поведението на потребителя като лични предпочитания, здравословно състояние и други. Съгласно регламент 2016/679 на ЕС обаче се въвеждат по-строги изисквания относно това какви данни, идентифициращи потребителя, се съхраняват. Това категорично забранява която и да е организация да обсъжда, публикува и разпространява данните на потребителя без неговото съгласие. Разбира се, това не важи, когато става въпрос за правоприлагане и органите на властта поискат тази информация.